# Open Archives Initiative Protocol for Metadata Harvesting
OAI-PMH (Open Archives Initiative Protocol for Metadata Harvesting o Protocollo per il raccoglimento dei metadati dell'Open Archive Initiative) è un protocollo sviluppato dall'Open Archives Initiative come infrastruttura di comunicazione per l'Open access. È utilizzato per raccogliere (o collezionare) i metadati dei documenti in un archivio affinché i servizi possano essere costruiti utilizzando metadati da più archivi. Una implementazione dell'OAI-PMH deve supportare metadati rappresentati in Dublin Core, ma può supportare altre rappresentazioni.
Il protocollo è spesso chiamato semplicemente protocollo OAI.
OAI-PMH utilizza XML su HTTP. La versione corrente è la 2.0, aggiornata nel 2002.

## Storia
Alla fine degli anni novanta, Herbert Van de Sompel, dell'Università di Gand, stava lavorando con ricercatori e bibliotecari nei Laboratori Nazionali di Los Alamos (US) e istituì un incontro per evidenziare le difficoltà relative ai problemi di interoperabilità dei server e-print e degli archivi digitali. L'incontro si tenne a Santa Fe, Nuovo Messico, nell'ottobre 1999. Uno sviluppo chiave raggiunto dall'incontro fu la definizione di un'interfaccia che permise ai server e-print di esporre i metadati per gli articoli contenuti in maniera che altri archivi potessero identificare e copiare gli articoli di interesse, in maniera reciproca. Questa interfaccia fu chiamata la "Convenzione di Santa Fe".
Diversi workshops furono tenuti nel 2000 presso l'ACM Digital Libraries conference e altrove per condividere le idee nate con la Convenzione di Santa Fe. Si scoprì durante i workshop che i problemi affrontati dalla comunità e-print erano condivisi anche da biblioteche, musei, editori, e tutti gli altri enti o istituzioni incaricati della condivisione di risorse. Per risolvere queste necessità, la Coalition for Networked Information e la Digital Library Federation fornirono il finanziamento per fondare la Open Archives Initiative (OAI), sotto la direzione di Herbert Van de Sompel e Carl Lagoze. L'OAI tenne un incontro alla Cornell University (Ithaca) nel settembre 2000 per migliorare l'interfaccia sviluppata alla Convention di Santa Fe. Le specifiche furono revisionate via e-mail.
L'OAI-PMH versione 1.0 fu presentato al pubblico nel gennaio 2001 ad un workshop a Washington, e ad un altro nel febbraio dello stesso anno a Berlino. Successive modifiche allo standard XML da parte del W3C richiesero piccoli interventi all'OAI-PMH, portando alla versione 1.1. La versione attuale, 2.0, è stata pubblicata nel giugno 2002. Contiene diversi cambiamenti tecnici e miglioramenti, e non è retro-compatibile.

## Il protocollo
L'OAI-PMH fornisce un framework di interoperabilità, indipendente dall'applicazione, basata sul raccoglimento dei metadati. Vi sono due classi di partecipanti nel framework di OAI-PMH:
- I fornitori di dati (data providers) amministrano i sistemi che supportano l'OAI-PMH come un mezzo per poter esporre i metadati
- I fornitori di servizi (service providers) usano i metadati raccolti attraverso l'OAI-PMH come base per costruire servizi di valore aggiunto[4]

### Interrogazioni
- Identify
- GetRecord
- ListIdentifiers
- ListMetadataFormats
- ListRecords
- ListSets

## Archivi OAI

### Registri OAI
Il protocollo OAI è stato adottato diffusamente da molte biblioteche digitali, depositi istituzionali e archivi digitali. Benché la registrazione non sia obbligatoria, è incoraggiata.
Ci sono diversi grandi registri di depositi OAI-compatibili:
1. The Open Archives list of registered OAI repositories[5]
2. The OAI registry at University of Illinois at Urbana-Champaign[6]
3. The Celestial OAI registry[7]
4. Eprint's Institutional Archives Registry[8]
5. The European Guide to OAI-PMH compliant repositories in the world[9]
6. A worldwide service and registry[10]

### Archivi
Il protocollo è supportato da un grande numero di archivi digitali, fra cui arXiv e il CERN Document Server.

## Usi
I motori di ricerca commerciali hanno iniziato ad usare OAI-PMH per raccogliere ulteriori risorse. Google usa OAI-PMH per raccogliere informazioni dal National Library of Australia Digital Object Repository. Google ha integrato OAI-PMH come parte del suo Sitemap Protocol fino al 2008. Nel 2004, Yahoo! ha acquisito il contenuto di OAIster (University of Michigan) che era stato ottenuto tramite la raccolta di metadati con OAI-PMH.
Il progetto mod oai utilizza OAI-PMH per esporre ai web crawlers i contenuti accessibili dai Server Web Apache.

## Software
OAI-PMH è basato su una architettura client-server, nella quale gli "harvester" richiedono ai "repositories" le informazioni sui record aggiornati. La richiesta dei dati può basarsi su un range di "datestamp", e può essere ristretta a domini specifici definiti dal provider. I data provider devono fornire metadati in XML nel formato Dublin Core, ma possono anche fornire diversi altri formati XML.
Un buon numero di software supporta il protocollo OAI-PMH:
- Invenio[13] del CERN
- Fedora Commons
- GNU EPrints dell'Università di Southampton
- Open Journal Systems (OJS) del Public Knowledge Project
- Desire2Learn
- DSpace del MIT
- HyperJournal dell'Università di Pisa
- Primo, DigiTool, Rosetta e MetaLib di Ex Libris[14]
- DOOR[15] dell'eLab[16] di Lugano
- L'implementazione java jOAI[17].

## Workshop
Ogni anno, dal 2001, l'Open Archive Initiative tiene un workshop al CERN di Ginevra.